# Noi e loro
Noi e loro (Jouer avec le feu) è un film del 2024 diretto da Delphine e Muriel Coulin. 
Adattamento cinematografico del romanzo del 2020 Quel che serve di notte di Laurent Petitmangin, è stato presentato in concorso all'81ª Mostra internazionale d'arte cinematografica di Venezia, dove Vincent Lindon ha vinto la Coppa Volpi per la migliore interpretazione maschile.

## Trama
La vita domestica del cinquantenne Pierre va in crisi quando il primogenito Fus, si avvicina a gruppi di estrema destra, e il figlio più piccolo Louis se ne va di casa per studiare alla Sorbona.

## Promozione
Una prima clip del film è stata diffusa online il 3 settembre 2024. Il trailer ha fatto séguito l'11 dicembre 2024, seguìto poi da quello in italiano il 22 gennaio 2025.

## Distribuzione
Il film è stato presentato in anteprima mondiale il 4 settembre 2024 in concorso alla 81ª Mostra internazionale d'arte cinematografica di Venezia. È stato distribuito nelle sale cinematografiche francesi dalla Ad Vitam a partire dal 22 gennaio 2025, mentre in quelle italiane dalla I Wonder Pictures a partire dal 27 febbraio seguente, preceduto da un'anteprima a Bologna il 10 febbraio.

## Riconoscimenti
- 2024 – Mostra internazionale d'arte cinematografica di Venezia[2]
  - Coppa Volpi per la migliore interpretazione maschile a Vincent Lindon
  - Leoncino d'oro
  - In concorso per il Leone d'oro